# Cratere Mechnikov
Mechnikov è un cratere lunare di 58,83 km situato nella parte sud-orientale della faccia nascosta della Luna.